# Lux Botté
Lux Botté ou Lux-B, né le 1er novembre 1961 à Telagh, et mort le 18 juillet 2008 à Gardanne, fut l'un des quatre chanteurs du groupe de reggae marseillais Massilia Sound System ainsi que le cofondateur du groupe Oai Star. Il était le chauffeur de foule à la fois comédien et chanteur, et porteur de voix avec son mégaphone.
Il participe et chante entre autres aux albums Chourmo, Commando Fada, Aiollywood, 3968CR13 et Occitanista.
Il a aussi coproduit et chanté avec son compère et ami Gari Grèu sur les albums OaiStar in vivo 1, in vivo 2, Oaistar 2005 et Oaistar va a Lourdes.
Il fête en 2004 les 20 ans de carrière du groupe, avant d'être emporté par un cancer le 18 juillet 2008.